# Kinderburgemeester van Amsterdam
Sinds november 2019 is er een kinderburgemeester van Amsterdam. Doel van deze functie is de betrokkenheid van kinderen bij het bestuur en de politiek van de stad te bevorderen. Kinderen kunnen hierbij aangeven wat zij belangrijk vinden voor de stad. Ook heeft de kinderburgemeester representatieve taken, zoals bij de intocht van Sinterklaas, het overhandigen van de zilverkleurige 'sleutel van de stad' aan de Sint, zoals elders Prins Carnaval ook een 'sleutel van de stad' ontvangt. Ook aanwezigheid tijdens de viering van 4 en 5 mei staat op het programma.
De eerste kinderburgemeester is de 11-jarige Ilias uit Amsterdam-Zuidoost.
In september 2019 besloot de gemeenteraad van Amsterdam om op initiatief van de Partij van de Ouderen een kinderburgemeester aan te stellen. Er is ook een kinderraad die de kinderburgemeester uit zijn midden benoemt. Allen zijn kinderen uit de groepen zeven of acht van het basisonderwijs.
Voorts krijgt Amsterdam een kindervragenuur. Elk jaar mogen leerlingen van basis- en middelbare scholen in de stad één uur lang vragen te stellen aan stadsbestuurders.
Ook omliggende gemeenten kennen tegenwoordig een kinderburgemeester, zoals Amstelveen, Aalsmeer, Diemen en Haarlemmermeer.